# 쑨원
쑨얏센(孫逸仙) 또는 쑨원(중국어 정체자: 孫文, 간체자: 孙文, 병음: Sūn Wén, 1866년 11월 12일 ~ 1925년 3월 12일)은 중국의 외과 의사이자 정치인이며 신해혁명을 이끈 혁명가, 중국국민당의 창립자이다. 호(號)는 이셴(중국어: 逸仙, 병음: Yìxiān, 광둥어: Jat6 Sin1 얏신), 본명(本名)은 더밍(중국어: 德明, 병음: Démíng), 별명은 중산(중국어: 中山, 병음: Zhōngshān) 또는 나카야마(일본어: 中山)이다.
청나라 광동성 향산현 출신으로 홍콩에서 의학교를 졸업하였다. 재학 중에 혁명에 뜻을 품고 1894년 미국 하와이에서 흥중회를 조직하여 이듬해 광주에서 최초로 거병했으나 실패했다. 그 후 일본 제국과 유럽 등지에서 망명하면서 삼민주의를 착상, 이를 제창했다. 1905년 일본 도쿄부에서 유학생, 화교들을 중심으로 중국동맹회를 결성, 반청 혁명운동을 전개했다.
1911년 쑨원은 남경에서 신해혁명을 크게 성공시킴으로써 1912년 1월 1일 중화민국 임시대총통이 되었으나, 북양군벌의 거두 위안스카이와 타협, 같은 해 3월 1일 위안에게 실권을 위임하였고 급기야는 같은 해 3월 10일 위안에게 대총통직을 넘겨주었다. 같은 해 '제2혁명'에서 실패하고, 일본으로 망명, 이듬해 중화혁명당을 결성하여 반원(反袁)운동을 계속했다. 1917년 광주에서 군정부를 수립, 대원수에 취임하고, 1919년 중화혁명당을 개조, 중국국민당을 결성했다. 1924년 국민당대회에서 '연소, 용공, 농공부조'의 3대 정책을 채택, 제1차 국공합작을 실현시켰다. 이어 '북상선언'을 발표하고 '국민혁명'을 제창, 국민회의를 주장했으나, 이듬해 북경(당시 경도특별시)에서 병사했다. 쑨원의 묘는 난징에 있다. 오늘날 중화민국에서 국부로 추앙받고 있고, 중화인민공화국에서는 마오쩌둥 다음가는 사상가로 평가되고 있다
쑨원은 한국의 독립 운동 지원과 대한민국 임시정부 창립에 커다란 일조를 하기도 했다. 이러한 공로를 인정받아 1968년 12월 1일 대한민국 정부로부터 건국훈장 대한민국장(1등급)을 추서받았다.

## 이름
청나라와 일본 제국, 그리고 군벌 등의 정적들에게 평생 추적을 당하면서 중국 국내외 여행이 많았던 그는 여러 차례 가명을 사용하였으며 이 때문에 그의 호칭은 잘 알려진 쑨원과 중산 외에도 여러 개가 있다. 잘 알려지지 않은 그의 호적상의 본명은 더밍이며 아명(兒名)은 디샹(중국어 정체자: 孫帝象, 병음: Sūn Dìxiàng)이다. 쑨원이라는 이름은 그가 10세 무렵부터 사용한 이름이다. 자(字)는 재지(중국어 정체자: 載之, 병음: Zàizhī 자이즈[*])이다. 그리고 호(號)는 일신(중국어: 日新, 병음: Rìxīn 르신[*])이었는데 홍콩 서양 의학원의 중문학 스승의 권유로 일선(중국어 정체자: 逸仙, 병음: Yìxiān 이시옌[*])이라는 또다른 호(號)를 병용한다, 일신과 일선은 광둥어로 발음하면 "Yat-sen 얏센"으로 같은 발음이다. 잘 알려진 중산(中山)은 정식으로 만든 호가 아니라 1897년 무렵부터 사용한 "나카야마"라고 하는 일본 성씨 가명이다. 쑨원이 광저우에서 1895년 30세의 나이로 가담한 혁명이 실패한 후, 외국으로 수 년간 피신했을 시기에 일본에서 사용한 가명 中山 樵(나카야마 키코리, 나카야마 사코노, 중산 차오, 중산 초)에서 유래한다. 이 밖에도 일본에서 망명하던 시절에 다카노 나가오(高野長雄)라는 일본식 가명을 사용하였다.

## 생애

### 생애 초기
손문(쑨원)은 1866년 11월 12일 광동성 향산현(香山縣) 부근의 취형촌(翠亨村)의 빈한한 농가에서 태어났다. 그의 아버지 손달성(중국어 정체자: 孫達成, 병음: Sun Dacheng, 아명(兒名)은 쑨관린(孫觀林), 호(號)는 다오촨(道川))은 일찍이 마카오에서 재봉 일을 하다가 그 뒤로 그 사치함을 더럽게 여겨 농촌으로 되돌아 왔다. 큰 형은 쑨메이(중국어 정체자: 孫眉, 병음: Sun Mei)이고 자는 덕창(德彰)이다. 그의 집안은 하와이주 호놀룰루에서 상업에 종사하였다.

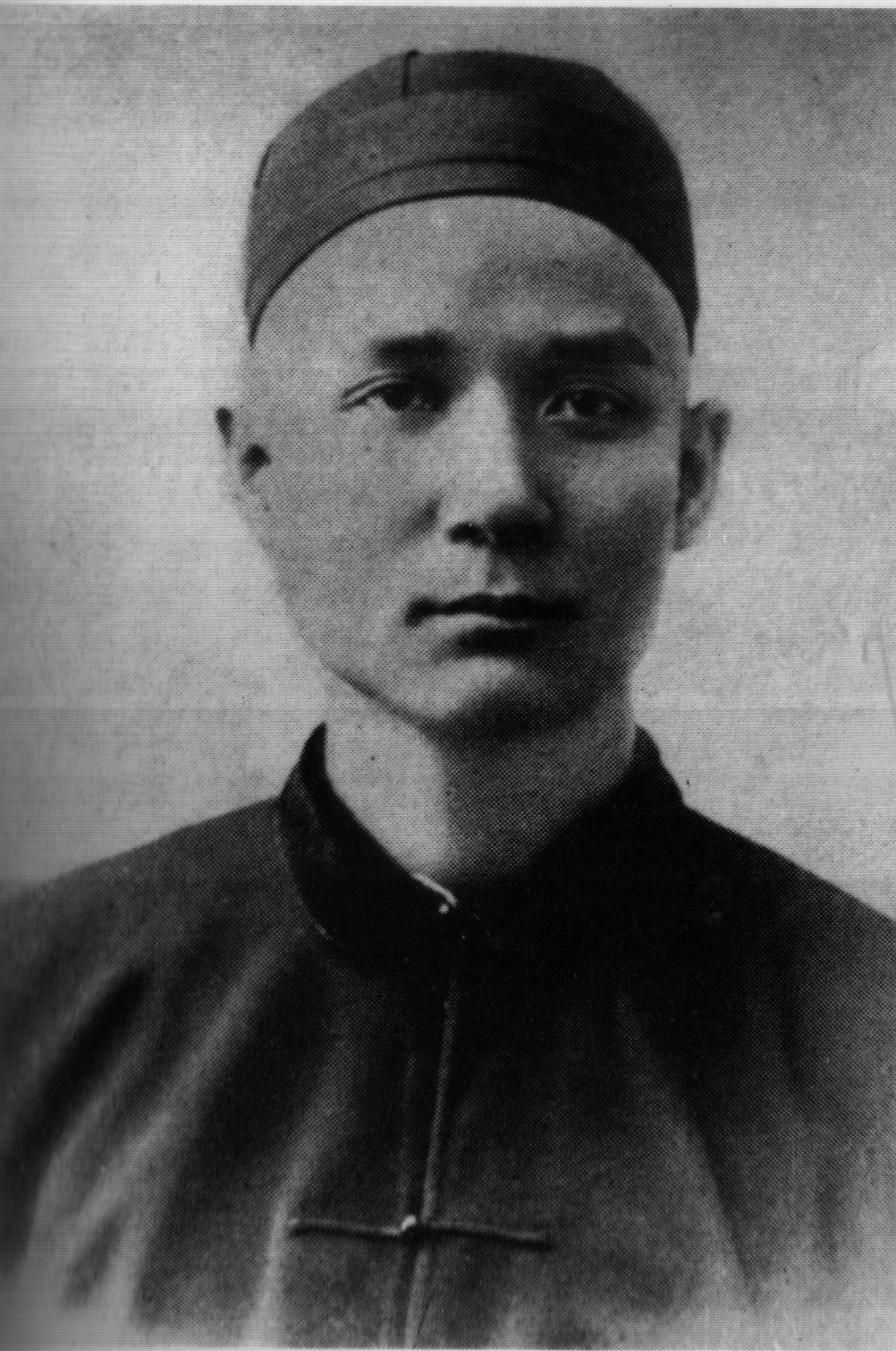
17세의 쑨원

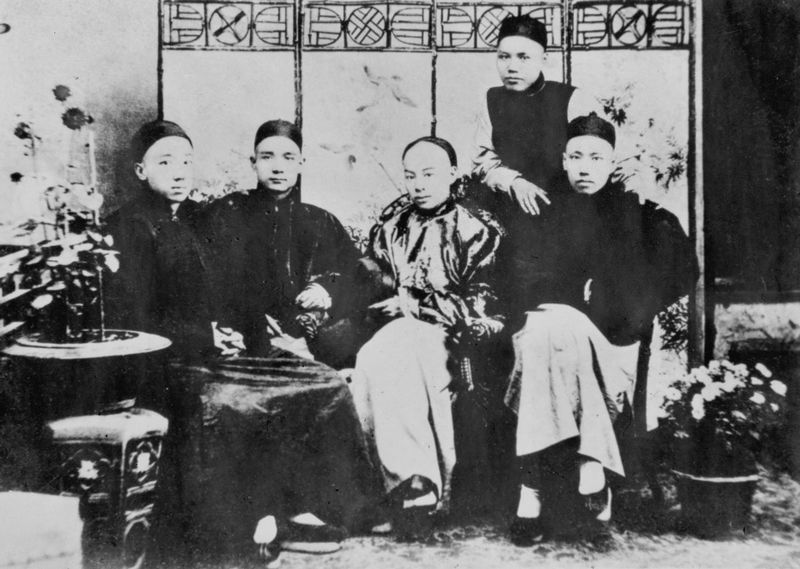
홍콩 서양 의학원 시절의 쑨원과 그의 친구들(왼쪽에서 2번째있는 인물이 쑨원이다.

영국·프랑스 등 열강이 무너져 가는 청조를 침략하여 이권을 차지하려는 혼란한 시기에 태어났으므로, 어려서부터 제2의 홍수전으로 자처하며 청 타도를 꿈꾸었다. 집이 가난하여 배우지 못한 채 13세때 1879년 하와이 호놀룰루로 건너갔다. 그는 하와이 화교 자본가였던 큰형 메이의 도움으로 유학하며 미국의 민주주의를 몸소 배우고 느꼈다. 그리고 홍콩으로 돌아온 이후 1892년 홍콩 서양 의학원에서 의학을 배웠다. 이 시기에 그는 서구식 민주주의와 자연 과학적 사고 방식을 받아들여 큰 영향을 받았다.

### 청조말기 혁명운동 활동

#### 혁명운동 투신과 흥중회 활동
의대를 졸업한 후 쑨은 병원을 개업하고 잠시 개업의로 생활한다. 하지만, 서구 열강들의 침입으로 나라가 더욱 어려워지자 쑨은 1894년 청조의 실력자 이홍장에게 편지를 보내 "사람은 그 재능을 다할 수 있어야 하고, 토지는 그 이익을 다할 수 있어야 하며, 물건은 그 쓰임을 다할 수 있어야 하고, 재화는 그 흐름이 통할 수 있어야 한다"는 개혁적인 주장을 펼쳤지만 이 편지는 받아들여지지 않았다.
그리고, 쑨은 1894년, 미국 하와이 호놀룰루에서 '만주족 축출, 중화 회복, 연합정부 건설'을 강령으로 하는 흥중회를 조직하게 되었다. 1895년 1월에는 홍콩에서도 흥중회 지부를 결성했으나, 커다란 영향력을 발휘하지 못했다. 흥중회는 청나라 조정이 청일전쟁에서 패배하는 등 갈수록 그 무능함을 드러내자 '오직 혁명만이 위기에 놓인 조국을 구하는 길'이라는 신념 아래 1895년 10월 광저우에서 무장봉기를 계획했다. 그러나 봉기는 가담자의 밀고로 허무하게 무산되고, 쑨은 생명을 부지하기 위해 우선 일본으로 탈출, 망명했다.

#### 삼민주의 윤곽형성
그리고 이듬해 1896년으로 일본을 떠나 영국에 머물렀는데, 거기서 청나라 공사관에 체포되고만다. 그러나, 다행히 그가 의대생이었을 때 스승이었던 제임스 캔틀리의 도움으로 무사히 풀려났다. 석방 직후 기자회견에서 영국을 격찬, 일약 유명인사로 떠올랐다. 이 사건을 계기로 쑨원은 해외 언론들의 관심을 받았고 중국 혁명의 지도자급 핵심 인물로 부상하기 시작한다. 그리고 영국 런던에 체류하면서 생활하게 되는데, 대영박물관의 도서관을 드나들며 약 9개월간 독서에 열중하면서 지낸다. 이 기간 동안 쑨은 경제학자들인 카를 마르크스와 헨리 조지 등의 저술을 탐독했고 사회 과학의 여러 분야를 연구했는데, 이때부터 그의 혁명이념인 '삼민주의(민권·민족·민생)'의 윤곽이 형성되었다.

#### 망명과 무장봉기 기도
이듬해 1897년 쑨은 다시 일본으로 돌아와 일본 우익들의 도움을 받으며 망명생활을 지내게 되는데, 이 시기 쑨은 나카야마 쇼라는 가명을 쓰며 다시 혁명세력을 결집하고 다녔다.
1900년 의화단 운동으로 청나라 정국이 더욱 어수선해진 상황에서 쑨원은 오랜 망명생활 끝에 다시 조국으로 돌아와 2차 무장봉기를 준비하지만, 이 역시 사전에 발각되어 실패하고 말았다.

#### 해외활동과 혁명선전

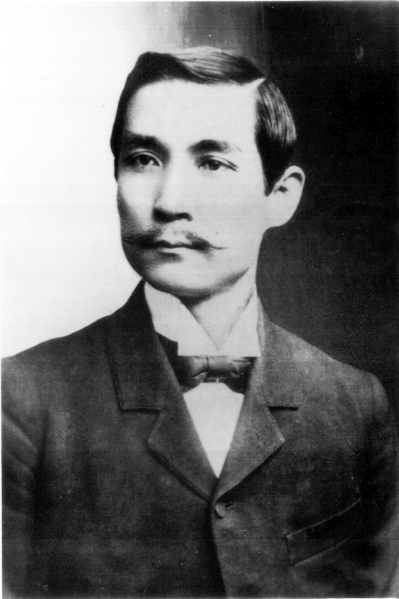
1900년 8월, 쑨원

그 후 몇 년간 쑨원은 일본, 하와이, 베트남, 시암, 미국 등지에서 화교와 유학생들을 대상으로 혁명 사상을 전파하고, 1905년에는 필리핀, 독일 제국, 프랑스 등의 유학생들을 규합하여 혁명단체를 조직하게 되었다. 1905년 8월에는 일본 도쿄에서 흥중회, 화흥회 등의 단체를 기반으로 중국혁명동맹회(중국 동맹회)라는 새로운 단체를 창건하고 총리에 추대되었다. 동맹회는 '만주족 축출, 중화 회복, 민국 창립, 토지 조유의 균등'을 강령으로 채택했고, 쑨원은 동맹회의 기관지 《민보》(民報) 발간사를 통해 삼민주의를 발표했다.
이후 중국동맹회는 총재 쑨원의 지휘를 받으며 수십여차례 봉기를 시도했다. 그러나 봉기는 빈번이 실패로 끝나고 쑨원에게는 가혹한 질책과 비판이 뒤따랐다. 쑨원은 중국동맹회의 활동을 다른 동지에게 맡기고 출국하여 1911년 무렵까지 전 세계를 돌아다니며 중국혁명의 당위성을 알리는 한편, 혁명자금과 군자금을 마련하여 동맹회의 활동을 뒤에서 도왔다.

### 신해혁명과 중화민국 수립
혁명의 기회는 의외의 곳에서 찾아왔다. 당시 청나라에서는 청일전쟁 이후 열강에 이권 침탈에대하여 민간이 스스로 주식을 발행하여 마련한 자금으로 철도를 건설하겠다는 '철도 부설운동'이 활발히 진행되고 있었다. 그런데 1911년, 청조에서는 우전부대신 성선회의 건의에 따라 이들에게 아무런 설명이나 사전 협의도 없이 철도건설을 국유화시켜 버렸다. 이러한 청조의 철도 국유화 정책으로 가장 많이 피해를 본 것은 사천성 사람들이었다. 이들은 '사천보로동지회'를 결성하여 동맹휴학과 납세 거부운동을 대대적으로 펼쳐나가기 시작하였고, 각지에서 보로운동이 전개되었다. 다급해진 청조는 우창에 있던 군인들을 동원하여 이들을 진압하려 했다. 그러나 우창에서는 중국동맹회의 활동이 활발했던 지역이었다. 동맹회는 이 기회를 놓치지 않고 10월 10일 우창 봉기를 일으키고 총독관청을 일시에 장악해 '호북군 정부'를 조직했다. 이 소식은 빠르게 중국 전역으로 번져나갔다. 각지에서 우창 혁명에 동조하는 목소리가 높아졌고 두 달이 채 안되는 기간 동안 17개 성이 청조로부터 독립을 선포했다. 12월 2일 혁명군은 남경을 함락하고 난징에 임시정부를 세웠다. 그러나 불행히도 이러한 동맹회와 혁명군의 성과는 혁명운동의 지도자들도 예상 못한 일이었기 때문에, 당시 중국을 중흥할 현실적이고 장기적인 계획을 갖고 있지 못했고, 강력한 영도자도 없었다. 때문에 청나라로부터 요청을 받은 위안 군대에 의해 진압당할 형편이 되었다.

#### 외교활동
한편, 혁명이 일어났을 때, 쑨은 중국 밖에 있었다. 그는 그때 외교적, 재정적 지원을 얻기 위해 서구를 돌아다니고 있었고, 우창 봉기 당시 쑨원은 혁명자금을 모금하기 위하여 미국 콜로라도주 덴버에 체류중이었다. 그는 덴버에서 그곳의 신문에 보도된 기사를 보고 국내의 혁명이 일어났다는 사실을 알았다.
당시 쑨은 '혁명을 성공시키려면 서구 열강의 간섭을 사전에 막아야 한다'고 판단하였다. 즉 외교의 성패에 따라 혁명의 성공이 좌우된다고 여긴 것이다. 당시 혁명정부과 밀접한 관계를 맺고 있는 나라는 6개국으로 미국과 프랑스는 공화정을 실시하려는 혁명정부를 동정하는 입장이었고, 그 반대로 독일과 러시아는 혁명에 반대하는 입장이었으며, 일본의 재야인사들은 혁명정부의 혁명에 동정적이었으나 일본 정부는 그 반대였고, 영국의 경우는 재야가 동정적이었으나 정부는 미정된 상태였다. 따라서 쑨에게 있어서 가장 중요한 나라가 영국이라 보고 급히 영국으로 달려가 교섭을 벌였다. 그는 영국 외무성과 회담하고 영국 정부에 대하여 청나라에 대한 일체의 차관을 중지할 것과 일본 제국에게 청나라의 지원을 중지하도록 해주고, 영국 각 속지에서 '쑨원 추방령'을 취소하도록 요구하여 영국 정부로부터 확약 받는 대신에 혁명정부는 청나라와 체결한 모든 조약을 인정한다고 하였다.
그리고 그는 다시 프랑스로 가 똑같은 약속을 받아내고, 12월 16일 싱가포르에서 체류하다 12월 21일에 홍콩으로 돌아왔다. 이곳에서 호한민과 요중개를 만나 전후의 사정을 듣고 '광둥지역을 기반으로 삼자'는 일부 인사의 주장을 거절한 채 12월 25일 상하이로 와 진기미, 쑹자오런을 만나 정부조직에 관하여 의논하였다. 여기에서 쑹자오런은 '내각 책임제'를 주장했고, 쑨원은 '미국식 대천황중심제'를 주장하였다.

#### 임시대총통 취임과 위안과의 협상

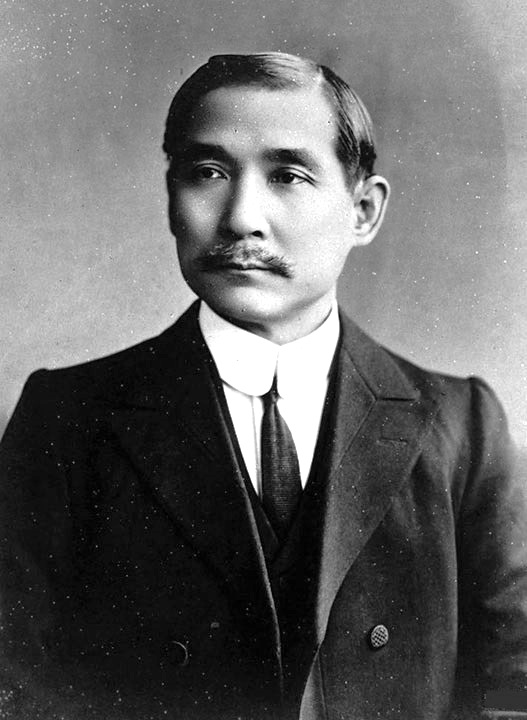
1912년 1월경의 쑨원

12월 29일에 난징에서 '각성대표회의'(17성의 45명, 화교 2명)는 총통 선거회를 열었는데, 쑨이 16표를 얻어 초대 임시대총통에 당선되었다. 쑨은 이 소식을 듣고 이를 받아들인다고 하였다. 1912년 1월 1일에 쑨은 난징에서 영접 온 이들과 함께 열렬한 축하를 받으며 상하이를 출발하여 그 날 오후 5시에 난징에 도착하여 밤 11시에 총통부에서 취임식을 갖고 서약하였다. 이어 쑨은 임시대총통직에 취임한 뒤 국호를 중화민국, 1912년 1월 1일을 '민국 원년'으로 하였다. 이로써 그 동안 주도권 장악을 위하여 벌였던 싸움은 일단락되었고, 중국에서뿐만 아니라 아시아에서는 처음으로 민주 공화정이 수립되었다.
그러나 쑨의 기쁨은 오래가지 못했다. 비록 임시정부를 수립하였으나 청조는 굳건히 그 명맥을 유지하고 있었고 이들을 무너뜨리기에 그의 세력은 너무 약했다. 쑨원은 여기서 어려운 결정을 내리는데, 바로 청조의 요청으로 혁명군 진압을 지휘하고 있던 위안과의 협상과 연합이었다.
쑨원은 위안에게 청조를 설득하여 그들을 퇴위시켜줄 것을 요청하고 만일 이 요청이 받아들여진다면 '대통령의 지위를 그에게 양보하겠다.'고 약속했다. 이에 따라 위안 스카이는 청조를 설득하여 선통제로 하여금 2월 12일 퇴위조서를 발표하게 만들었다. 이로써 청조는 1912년에 멸망하게 되었다.
혁명 정부는 청조와 위안 사이에 퇴위협약이 진행되는 동안 위안의 행동을 규제하기 위해 3월, 대통령중심제였던 '임시정부 조직대강'을 수정하여 내각 중심제를 기본 틀로 한 '임시약법'을 제정,발표하였다. 그리고 쑨은 약속대로 위안에게 1912년 4월에 임시 대총통직을 물려주었다. 그리고 쑨원과 쑹자오런은 중국 동맹회를 1912년 12월에 국민당으로 개편하여 쑹자오런이 이사장 대리으로서 당수가 되었고, 쑨을 이사장으로 추대하였다.

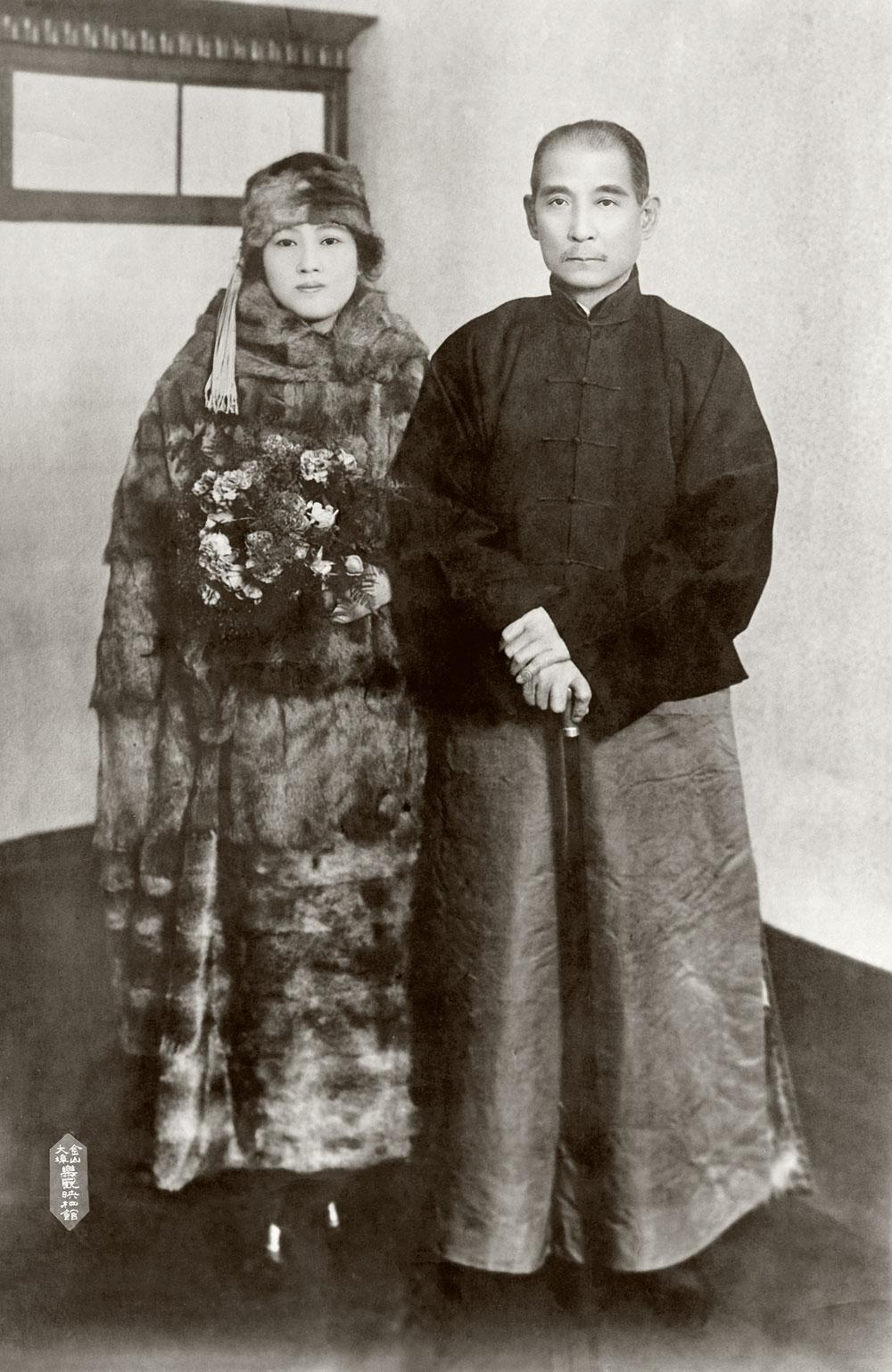
쑹칭링과 쑨원

### 민국초기 혁명활동

#### 위안의 독재
그러나 권력을 잡은 위안의 야심은 제약할 길이 없었다. 위안은 임시약법을 무시하고 대통령 중심제로 법을 개정함으로써 완전한 독재정권을 수립하고, 서구 열강세력으로부터 막대한 차관을 받아먹는등 '매국'행위와 '독재'정치를 일삼았다. 아울러 그의 유력한 정적이 될 가능성이 높았던 국민당의 이사장 대리였던 쑹자오런을 암살하는 등 전횡을 서슴지 않았다. 이에 쑨은 위안을 무력으로 타도할 것을 주장하였다. 그러나 위안의 전횡에 반대하는 이열균(李烈均) 등이 토원군(討遠軍)을 조직하여 대항하였으나 실패로 돌아가고 말았고, 쑨원은 1913년 7월에 다시 일본으로 망명하는 신세가 되었다.(제2차 혁명)
위안의 독재정치와 욕심은 여기서 그치지 않았다. 그는 어용단체를 조직하고 여론을 선동하여 '황제'로의 등극을 도모하기에 이르렀다. 1914년 쑨은 일본 도쿄부에서 구(舊) 혁명당원들을 모아 중화혁명당을 결성하는데, 이 중화혁명당은 뒷날 중국국민당의 모태가 된다. 혁명당원들은 곧 국내로 들어와 위안에게 반대하는 무리들을 규합하여 토원군을 재조직하였다. 위안의 황제 등극을 저지하기 위한 투쟁이 시작되었다. 이가운데 윈난성 도독이었던 당계요가 토원군에 가담하여 이름을 호국군(護國軍)이라 개칭했다.(제3차 혁명)
이와 때를 같이하여 위안의 심복이었던 돤치루이도 위안의 황제 등극을 반대했고, 서구 열강들도 위안에게 황제 등극을 강력히 반대했다. 결국 위안는 황제 등극을 포기해야만 했다. 이에 호국군은 더욱 압박을 가해 위안의 퇴임을 요구했으나 1916년 6월, 위안가 병사함으로써 이 일은 자연스럽게 일단락되었다. 1916년 위안의 사망과 때를 같이하여 쑨은 일본에서 귀국하였다.

#### 호법운동
1917년 위안 사후 북양 정권은 돤치루이의 수중에 떨어졌다. 돤치루이의 탄압을 피해 광둥성지역으로 자리를 옮기고, 비상국회를 열어 서남군벌 세력과 연합하여 광저우에서 군사정부를 세우고 쑨원을 대원수로 추대했다.(호법 정부) 쑨원은 1917년 9월, '광둥 군정부'의 대원수로 임명되어 임시약법 수호를 위해 투쟁할 것을 선언했다.(첫 번째 호법 정부)
그러나, 그 조직도 실권을 잡지 못했고 같이 손잡은 군벌들의 본질을 보고 이들 군벌들과는 '호법의 목적을 달성할 수 없다'고 판단했다. 결국 다음 해 1918년에 대원수 직책을 사임하고 5월에 상하이로 망명가야했다. 이 기간 동안 쑨은 얼마간은 상황이 유리할 때는 광저우로 돌아갔다가, 상황이 불리해지면 다시 상하이로 도망치는 생활을 반복했다. 그리고 상하이에서 저술활동과 강연활동을 하고 지냈는데, 상하이에서 《쑨원학설》,《건국대강》등 중요한 저술을 발표하였는데, 이는 뒷날 국민 정부의 지도이념이며 국정의 기본 원칙이 되었다. 또, 쑨은 상하이에 있는 동안에 《건설》잡지를 창간하고, '민지서국'(民智書局)을 세워 혁명 사상을 선전하는 활동을 전개했다. 1918년 여름무렵에 레닌과 소련 정부에 축전을 보냈다.
1919년 5.4 운동이 일어났는데, 이 운동은 쑨원에게 있어서 커다란 자극을 주었는데, 이 운동이 확산되는 것을 보고 '중화혁명당에 대중성을 도입하는 것이 시급한 과제'라는 사실을 깨닫게 된다. 그래서 쑨은 5.4 운동을 계기로 기존에 구상했던 '위로부터의 혁명'노선을 버리고 '아래로부터의 혁명'노선으로 선회하여 1919년 10월 10일에 중화혁명당을 중국국민당으로 개칭하고 총부를 상하이에 두었다. 중국국민당은 조직상에 있어서 중화혁명당과 달랐는데, 비밀당의 조직을 공개적으로 한 점과 중화 혁명당 시기에 당원이 당수에게 절대 복종해야 하는 규정을 삭제하고 당원의 등급을 폐지시킨 것 등이었다.
한편, 쑨이 대원수 직책 사임한 이후 1918년 5월부터 1920년 6월까지의 광둥 정부(호법 정부)는 '7인 총재정부'로 존재했다. 1920년 6월에 쑨은 상하이에서 탕사오이, 우팅팡, 당계요 등과 함께 합작을 성명하고, '광둥 정부의 계계 군벌이 호법의 이름을 빌려 나쁜 일을 저지른다'고 비난하였다. 그리고 복건 성 남쪽에 주둔하고 있던 광둥성 군벌 진형명에게 광둥에 자리잡고 있는 광서성(계계) 군벌을 타도하도록 하였다. 이에 진형명은 '광둥인이 광둥을 다스려야 한다'며 광둥 정부를 타도하였다.
진형명은 쑨이 광저우로 오는 것을 원하지 않았으나 쑨은 그를 광둥성 군 총사령관으로 임명하여 안심시켰다. 그리고 11월 말에 국회의원들과 함께 광저우로 와 국회를 소집하였다. 여기에서 '군정부가 이미 존재하지 않으므로 정식 정부를 세우자'고 하였다. 이에 따라 이듬해인 1921년 4월 광둥성 국회에서 '중화민국 정부조직 대강'이 결정되었다. 다음달 5월에는 쑨이 광둥에서 '중화민국 정식정부'의 총통에 취임했다. 이로써 중국은 북쪽에서는 북양 정부, 남쪽에서는 쑨원 중심의 광둥 정부(두 번째 호법 정부)로 양분되었다.
호법 정부가 성립된 후 쑨원은 호법(護法)의 목적을 달성하기 위하여 무력으로 북양 정부와 대항하고자 국회에 '북벌안'(北伐案)을 제출하여 이를 통과시켰다. 그리하여 호법 정부는 구이린에 대본영을 설치하고 대대적으로 북벌 준비에 들어갔다.
이때 쑨원은 안휘파와 봉천파와 함께 '반(反) 직예파 삼각동맹'을 형성하고 있었다. 하지만, 진형명은 직예파의 오패부와 결탁하여 북벌을 반대하고, 쑨원과 가까운 광둥군 참모장 겸 제2사단장을 암살하였다. 이에 쑨원도 1922년 봄에 구이린에서 긴급 군사회의를 열어 북벌 계호기를 변경, 광둥으로 돌아와 진형명이 가지고 있던 광둥성 성장 등의 직책을 취소하였다. 또 5월 4일에 북벌령을 내려 소관(韶關)에 대본영을 설치, 강서 성으로 북벌을 시작하였다.

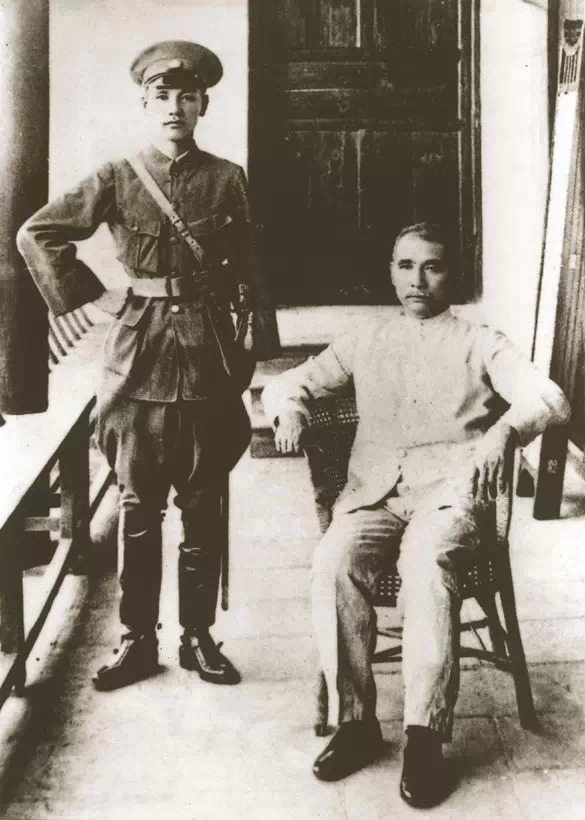
장제스와 쑨원.

한편 진형명은 쑨원의 이러한 조치에 불만을 품고 반란을 일으켜 1922년 6월에 총통부를 포위하였다. 이 때, 장제스가 황푸에서 영풍함(永豊艦)을 타고 광저우로 와 쑨원을 구하였으며, 호법 정부는 북벌군을 불러들여 진형명을 토벌하였다. 결국 호법을 위한 두 번째의 북벌도 실패로 끝났다. 그리고 쑨원도 상하이로 갔다가 1923년 초순 주변군벌의 압력에 의해 '진형명의 난'이 평정되자 다시 광저우로 돌아와 세 번째 호법 정부를 조직하고 다시 북벌을 도모하였는데, 이러한 시기에 쑨원에게 접근한 것이 소련의 코뮌테른이었다.

#### 코민테른과의 연계
코민테른은 1920년에 중국공산당이 창당되었다고 해도 그 힘으로는 중국 혁명을 이끌어 낼 수 없다고 보았다. 따라서, 중국 안에서 협조자를 물색하였는데, 오패부와 같은 군벌도 고려되었지만 그 동안 혁명을 이끌어 온 쑨원을 지목해 관심을 가졌다. 때문에 보이틴스키는 상하이에 와서 쑨원을 만났고, 쑨원도 소련의 혁명 사정에 대하여 관심을 표명하였다.
1921년 7월, 레닌의 비서인 마링도 중국에 오자마자 쑨원과 만나 중국국민당 개조를 촉구하고, 군사학교를 세워 혁명을 위한 무력을 키워야 한다고 건의하였다. 이때 쑨원은 소련이 실시하고 있는 신경제정책(NEP)과 자신의 실업 계획이 별차이가 없음을 밝히고, 처음에는 중국공산당이나 코민테른과의 합작을 거부하였다. 그 이유는 당시 쑨원은 북벌을 준비하고 있어 장강을 건너지 않으면 안되었는데, 이 지역은 영국의 세력권이어서 그 방해를 받을까 우려되었고, 당시 '반(反)직예파 삼각 동맹'의 안휘파나 봉천파는 모두 일본과 가까운 관계여서 소련과의 합작은 곤란하였으며, 또한 중국공산당의 힘이 당시로서는 너무 미약하였기 때문이었다.
그러나 쑨원은 중국공산당이 창당되면서 이들의 주도 아래 노동운동이 확산되고 노동자의 요구가 관철되는 모습을 목격하며, 만일 중국공산당 당원이 개인적으로 가입을 원한다면 받아들일 생각을 가지고 있었다. 이를 감지한 코민테른은 중국공산당과 중국국민당과의 관계를 조절할 필요가 있다고 결의하고, 소련은 외교가인 요페(Adolf Abramovich Joffe)를 파견하여 북양 정부와 새로운 관계를 맺는다고 하면서 베이징으로 왔다가 다시 병을 치료한다는 명분으로 남쪽으로 내려와 쑨원을 만나 중국국민당의 개조문제, 코민테른의 중국 혁명 원조 문제 등을 협의하여 1923년 1월 16일 이른바 '쑨원-요페 공동선언'을 발표하였다. 이 선언으로 쑨원은 '연소용공' 정책의 기본이 되었으며, 이른바 '제1차 국공합작'의 기초가 되었다.
이를 계기로 쑨원과 소련과의 관계가 급속도로 진행되어 1923년 1월 1일에 쑨원은 '중국국민당 개조 선언'을 발표하여 당의 개조 작업에 들어갔다. 따라서, 공산당 당원들이 개인 자격으로 중국국민당에 입당하게 되었으며, 또 프랑스에 유학 중인 학생들로 조직된 중국 공산주의 청년단의 단원은 단체로 중국국민당 프랑스 지부에 입당하였다.
그리고 소련의 초청으로 8월 16일에 장제스를 단장으로 '쑨원(일선) 박사 대표단'을 모스크바로 파견하여 소비에트 제도와 군사 조직을 살펴보도록 하였다. 이들은 약 4개월 동안 소련의 각 도시를 돌면서 소비에트 조직과 군사학교 등을 시찰하고 12월 15일에 귀국하였다.
소련 정부도 쑨원에게 재정 원조와 고문단을 보내기로 결정하여 정치 고문 미하일 보로딘과 군사전문가를 중국에 파견하였다.

#### 국공합작

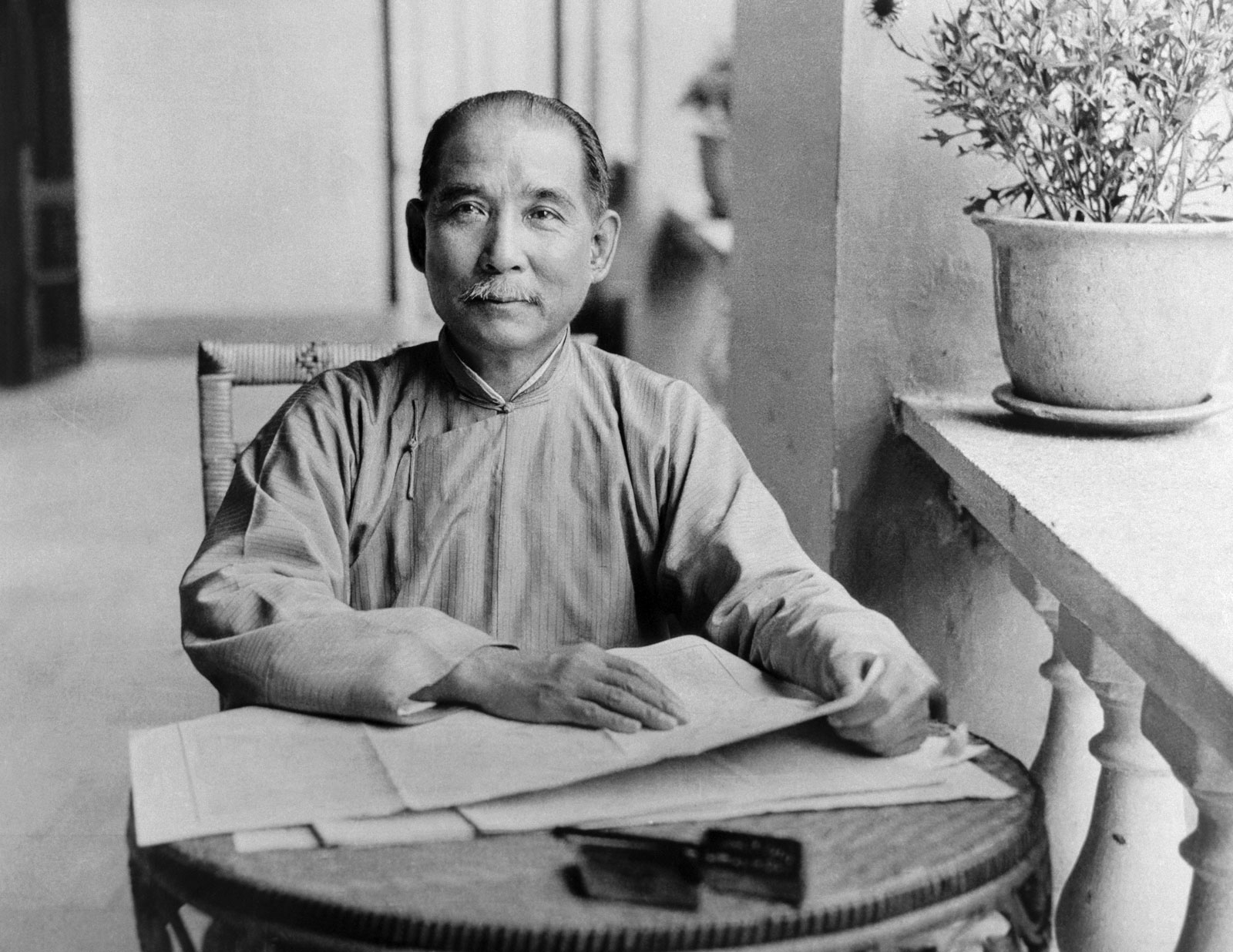
1924년 1월의 쑨원

1924년 1월에는 쑨원의 주관으로 중국국민당 제1차 전국대표대회를 광저우에서 소집하였으며, 중국공산당원이 참여하는 중앙통치기구를 구성하여 공산당과의 합작을 이루었다.(제1차 국공합작)
여기에서 새로운 당의 강령과 헌장을 제정하여, 1.소련과의 연합, 2.공산당과의 연합, 3.노동자·농민에 대한 원조라는 3대 정책을 확립하고, 공산당원이 참여하는 중앙 통치 기구를 구성하였다. 중국국민당 제1차 전국대표대회 선언에서 쑨원은 삼민주의에 반제·반봉건적 내용을 추가하였다. 중국국민당 제1차 전국대표대회이 소집은 쑨원의 혁명사업이 새로운 단계로 발전하였다는 것을 의미한다. 이러한 일련의 투쟁을 통해 쑨원은 제국주의 타도만이 중국의 독립과 부강을 보장해 줄 수 있다고 생각하게 되었다.

### 말년과 병사
국민혁명을 추진하기 위한 북벌군이 진격할 즈음, 1924년 10월 봉천파 군벌 장쭤린과 직예파 군벌인 펑위샹이 연합하여 차오쿤을 대표로 하는 군벌 정부를 전복시켰다.(베이징 정변) 이후 펑위샹, 돤치루이, 장쭤린이 쑨원에게 전문을 보내어 국정을 함께 논의할 것을 요청하였다. 쑨원은 정치교섭이 필요함을 느껴 이 요청을 받아들여 1924년 11월 광저우를 떠나 베이징으로 향했다.
그는 광저우->상하이->일본 고베->톈진->베이징 순으로 시찰하고 다녔는데, 이때 그의 몸에는 암이 번지고 있었다. 시찰 도중에 일본 고베에 들렀을 때 현립 고등여학교에서 '대아시아주의'라는 제목의 연설을 하면서 일본 정부에 이같이 물었다.
| “ | 일본은 열강을 본떠 중국 등 약소한 아시아 여러 나라를 침략의 대상으로 삼을 것인가, 아니면 같은 편에 설 것인가. 왕도를 취할 것인가. 아니면 패도를 취할 것인가. | ” |

이듬해 1925년 초 돤치루이의 주선으로 시국 수습을 위한 국민대표회의가 베이징에서 소집되었다. 쑨원은 동지들을 인솔하여 베이징으로 향하는 도중에 간암으로 쓰러졌다. 이해 2월 24일 아들 손과와 송자문, 공상희, 다이지타오 등을 증인으로 한 가운데 유언을 남겼다.
| “ | 나는 30년 동안 중국의 자유평등을 얻기 위한 국민혁명에 모든 힘을 다했다. 그간의 경험을 통해 반드시 민중에 호소해 궐시키기고 세계에서 우리를 평등하게 대하는 민족과 연합해 공동으로 분투해야 한다는 사실을 알게 되었다. 현재는 아직 혁명이 성공하지 못했다. 나의 동지들은 필히 내가 쓴 《건국방략》, 《건국대강》, 《삼민주의》, 《제1차 전국대표대회선언》을 따라 계속 노력하고 관철해달라. | ” |

이는 왕징웨이가 쑨원의 구술을 받아쓰는 형식으로 이뤄졌다. 그러나 그의 첫 유언에는 부인 쑹칭링과 자식들에 대한 언급이 없었다. 그는 한달 뒤 다시 첫 유언을 남길 때 참석했던 사람들 모두 모아놓고 두 번째 유언을 했다.
| “ | 나는 국사에 진력하다 보니 집안일을 돌보지 않았다. 내가 남긴 서적과 의복, 주택 등 일체는 나의 처 쑹칭링에게 주어 기념으로 삼도록 하라. | ” |

그는 1925년 3월 12일 간암으로 베이징에서 향년 60세의 나이로 작고했다.

## 사후
그의 시신은 모두 네 차례에 걸친 입관 끝에 장제스가 1928년 북벌에 성공한 직후인 1929년 6월 1일 난징 시외의 중산릉에 안장될 수 있었다. 대한민국 정부에서는 그의 사후 43년 만인 1968년에 대한민국 임시정부를 지원한 공로를 인정하여 건국훈장 대한민국장(1등급)을 추서하였다.

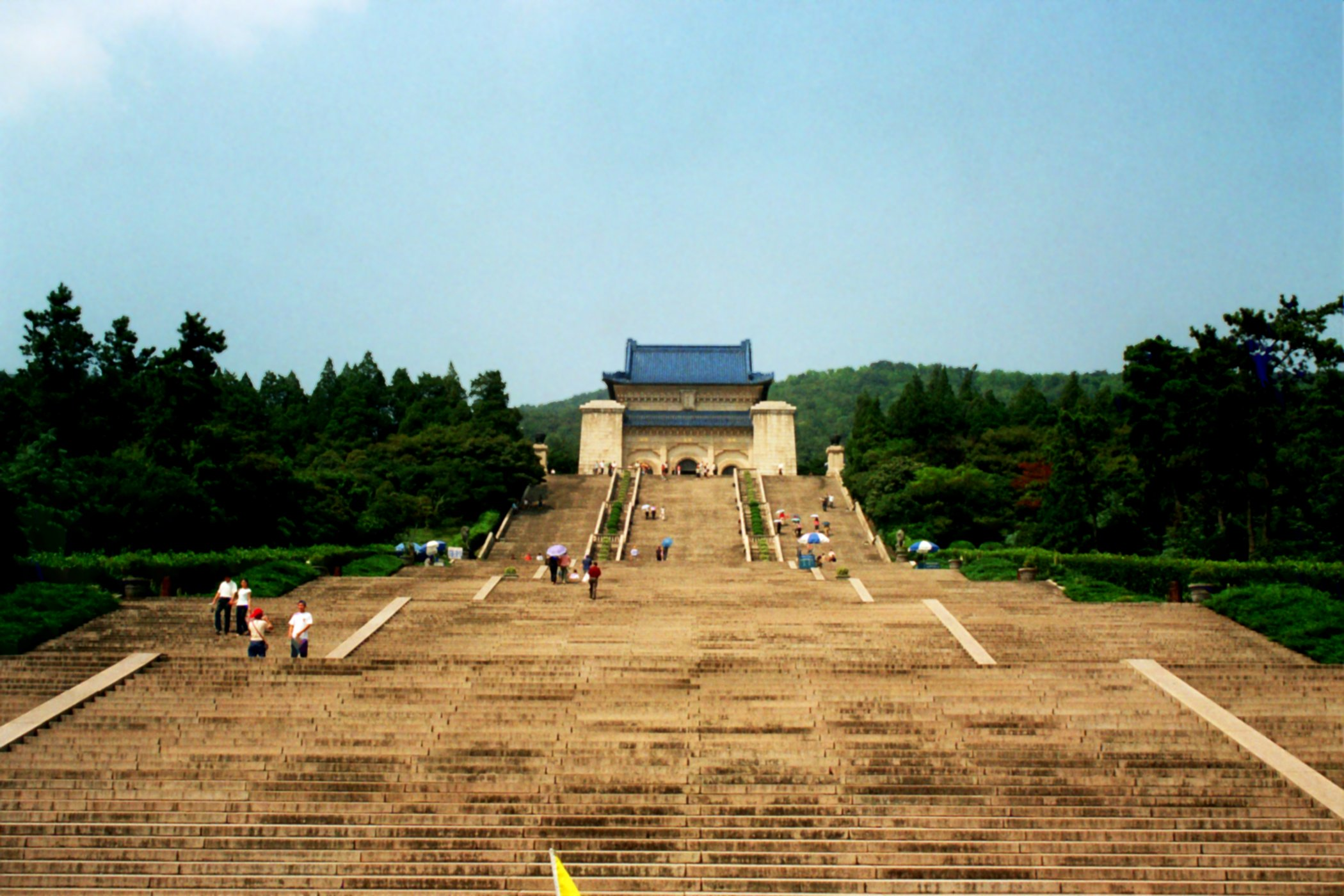
난징에 위치한 중산릉.

## 인간 관계
- 청년 시절부터 쑹자수(宋嘉樹), 여우례(尤列), 양허링(楊鶴齡), 루하오둥(陸皓東), 관징량(關景良), 천사오보(陳少白)와 절친한 친구 관계였다. 친구이자 흥중회 동지인 루하오둥은 1895년 청나라 관군에 체포되어 사형 집행되었고 친구이자 장인인 쑹자수는 훗날 개신교 목사가 되었는데 쑨원이 쑹자수의 차녀인 쑹칭링과 재혼하였기 때문에 쑹자수가 쑨원의 장인이기도 하다.
- 옛 일본인 첩실 오쓰키 가오루(大月 薰)의 딸 미야가와 후미코(宮川 富美子)에게는 친아버지가 되나 생전에 쑨이 친권을 포기하였고 후미코가 나중에 일본을 떠나 타이완으로 건너가서 이미 죽은 쑨과 그가 남긴 중국국민당을 지지하며 쑨을 정신적 지주로 섬기었다.

## 연보
- 1894년: 하와이 호놀룰루에서 "만주족 축출, 중국 회복, 연합 정부 건설"을 강령으로하는 흥중회(興中會)를 조직.
- 1895년: 홍콩 흥중회를 창설. 10월에 흥중회는 광저우에서 봉기를 모의하지만, 사전에 누설되어 실패. 해외로 망명.
- 1896년: 영국 런던에서 청나라 공사관에 체포, 영국인 친구의 도움으로 풀려남.
- 1904년: 일본, 하와이, 베트남, 사이암 (지금의 타일랜드), 미국 등지에서 화교와 유학생들을 대상으로 혁명을 전파.
- 1905년: 필리핀, 독일, 프랑스 등의 유학생들을 규합하여 혁명 단체 조직.
8월: 흥중회, 화흥회(華興會) 등의 단체를 기반으로 일본 동경에서 동맹회(同盟會)를 창건, 총리에 추대. "만주족 축출, 중화 회복, 민국 창립, 토지 소유의 균등"을 강령으로 채택.
동맹회의 민보(民報) 발간사를 통해서 "민족(民族), 민권(民權), 민생(民生)"의 삼민주의를 발표.
- 1906년 - 1911년: 해외의 모금 활동 등으로 중국 내의 여러 봉기를 지지.
- 1911년 10월 10일:무창(武昌)에서 일어난 반란으로 신해 혁명 발발.
미국에서 12월 하순경 귀환, 17개 성 대표자들에 의해 임시 대총통에 추대됨.
- 1912년 1월 1일: 남경(南京)에서 임시 대총통 (中華民國 臨時 大總統) 취임을 선포하고 중화민국 임시정부를 구성.
2월 12일: 선통제(宣統帝) 푸이(중국어 정체자: 溥儀, 병음: Pǔyí) 강제 퇴위.
2월 14일: 위안스카이(중국어 정체자: 袁世凱, 병음: Yuán Shìkǎi)와의 협약에 따라서 임시 대총통직을 위안스카이에게 양위하기 위해서 사임.
3월 11일: 중화민국 임시약법(中華民國 臨時約法)을 반포.
7 - 8월: 동맹회가 중국국민당으로 개편하여 쑨원을 이사장(理事長)으로 추대.
- 1913년 3월: 위안스카이가 국민당 대리 이사장 쑹자오런(宋敎仁)을 암살, 쑨원은 위안스카이를 무력 타도할 것을 주장.
7월: 2차 혁명 주도, 실패. 일본으로 도피.
- 1914년 7월: 도쿄에서 '중화혁명당'(中華革命黨)을 조직.
- 1915년: 잠시 귀국하였다가 다시 일본으로 되돌아가서 10월 25일에 동경에서 쑹칭링(宋慶齡)과 결혼.
- 1916년: 위안스카이 사망, 단기서가 위안스카이의 뒤를 이음.
- 1917년: 서남군벌(西南軍閥)과 연합하여 광주에서 군사정부를 세우고 대원수(海陸軍大元帥)에 추대되어 임시약법 수호 투쟁.
10월: 러시아 10월 혁명
- 1918년: 군벌과 정치인들의 배척을 받아 5월에 대원수직을 사임, 일본을 거쳐 상해로 감.
- 1919년: 5.4운동.
10월 10일: 중화혁명당을 국민당으로 개칭 (동맹회의 국민당 국회는 1913년에 위안스카이에 의해 해산된 바 있음).
- 1920년: 복건성과 광동성 주둔군에 회군을 명령하여 광동에서 계계군벌(桂系軍閥) 축출.
11월: 광주에서 다시 임시약법 수호 운동.
- 1921년: 광동 신정부 수립, 임시 대총통 취임.
- 1922년 6월: 진형명(陳炯明)의 반란. 광주를 떠나 상하이로 옮김.
7월: 중국공산당이 5.4운동 정신 계승과 반제국주의를 강령으로 상해에서 비밀리에 결성됨.

반란 후, 코민테른과 중국공산당과 합작하기 위하여 이대교(李大钊) 등 유명 공산당 인사들을 개인 자격으로 중국국민당에 가입하게 함.
- 1923년 1월 1일 국민당의 개진(改進)을 발표, 제1차 국공합작 시작.
2월: 광주로 돌아가 다시 육해군 최고사령부를 창건, 대원수(海陸軍大元帥)의 이름으로 군권과 정무를 총괄.
8월: 장제스(蔣介石)를 포함한 대표단을 소련으로 파견.
10월 소련에서 파견된 보로딘(Borodin)을 고문으로 초빙.
- 1924년 1월: 쑨원의 주관으로 중국국민당 제1차 전국대표대회를 광주에서 소집. 중국공산당원이 참여하는 중앙통치기구를 구성. 황푸군관학교 설립
- 1925년 3월 12일 향년 59세의 일기로 베이징에서 사망하였고, 유해는 2년간 베이징 벽운사(碧雲寺)에 임시 안치되었다가, 난징 중산릉으로 옮겨 장례를 치렀다.
- 1968년 12월 1일 대한민국임시정부를 지원한 공로를 인정받아 건국훈장 대한민국장을 추서받았다.

## 기타

### 정치활동 및 업적
1895년 무렵부터 평생 동안 청나라에 반대하는 혁명을 주도했다. 1905년 남경에서 동맹회 (1912년의 신해혁명 후에 국민당으로 개편)를 조직해서 삼민주의(三民主義)를 제시했고 1913년 중국국민당을 창시했다.
중화인민공화국의 기록은 쑨원 말년의 "소련, 코민테른, 중국공산당과의 합작"을 자세히 기록하면서 강조하는 면이 있다. 반면, 중화민국의 기록은 장제스가 1918년 이후로 쑨원의 휘하에서 활동하였다는 점을 감안하여서, 그리고 중화민국의 정통성을 잇는다는 점에서 쑨원에게 지극히 우호적이나, 그의 국공합작 내용이나 공산계열에 우호적이었던 활동은 다소 축소되어 기술되는 경향이 있다.
쑨원과 군벌의 관계를 말하면, 1912년 위안스카이와의 회합 후 그에게 배반을 당해 북양군에 의해서 그의 조직이 와해되고, 다시 1917년 광주 지역에서 서남군벌과 합작한 조직에서 1918년 축출되었으며, 1921년 광동에서 조직한 세력도 1922년 진형명의 반란 등으로 타격을 입는 등, 군벌 조직으로부터 많은 피해를 입었다. 실제로 그의 대표적인 수장(首長) 직위를 살펴보면 1912년 1월에 신해혁명으로 중화민국 임시 대총통(中華民國 臨時大總統)으로 있다가 2월에 위안스카이에게 자리를 넘겨주며, 1917년에 광주에서 대원수(海陸軍 大元帥)로 있다가 1918년에 축출되며, 1921년에 비상 (임시) 대총통(非常（時期）大總統)으로 있다가 진형명의 반란을 맞이한다. 중화민국의 실제적 실권을 쥐는 1923년에야 민정적 명칭인 대총통이 아닌, 군사적 성격이 강한 대원수(海陸軍大元帥)가 된다.
그는 광동 지역에 기반을 두고 국내는 물론이며, 하와이에 있던 큰 형 쑨메이(중국어 정체자: 孫眉, 병음: Sun Mei 손미[*]) 등의 도움으로 해외의 화교와 유학생을 규합하며 해외에서도 많은 활동을 하였다.
그의 오권분립과 삼민주의 등의 사상은 민중의 많은 지지를 받았으며, 그가 제창한 삼민주의 정신은 중화민국과 중화인민공화국 양 측에서 모두 높이 인정받고 있다.
또 국민당을 창당한 쑨원은 통치방식을 ‘군정’ ‘훈정’ ‘헌정’의 3단계로 나눴다. 군정은 군대의 힘으로 통치하는 것으로 이른바 계엄상황이다. 훈정은 일당독재, 헌정은 보편적인 민주주의 체제를 각각 의미한다. 쑨원은 당시 중국인들의 민도가 낮아 국민당 지도 아래 군정·훈정을 거치고 이후 헌정에 이를 것이라고 말했다.
그의 중국 혁명 정신이 남긴 영향은 아직도 그의 초상화가 중국 대륙 및 타이완의 정치 행사에 자주 사용될 정도로 크다. 중화인민공화국의 건국 기념일인 중화인민공화국 국경절 등에는 그의 대형 초상화가 천안문 광장에 걸리며,  2004년 중화민국의 천수이볜 총통 취임식에서도 쑨원의 대형 초상화가 걸려 있었다. 중화민국의 국부(國父)로 칭송받으며, 반면 중화인민공화국에서는 국부보다는 ‘혁명선행자’(革命先行者)로서 존경받고 있다.

### 삼민주의
삼민주의는 쑨원에 의해 제창된 지도이론으로 중국혁명에 커다란 영향을 끼쳤다. 1896년~1897년 쑨원이 영국 런던에서 망명하던 중에 구상된 것으로, '멸만흥한'(滅滿興漢)에 입각한 민족주의, 수천년에 내려운 군주전제 정체의 변혁을 목표로 한 민권주의, 사회·경제의 조직 개혁을 지향하는 민생주의를 골간으로 하는 혁명 이론이다.
1905년 쑨원이 일본 도쿄에 망명하던 중 중국 혁명동맹회를 결성했는데, 동맹회 결성 후에는 삼민주의가 곧 지도이론으로 발전했다. 그리고 신해혁명 후 혁명운동의 진전에 따라 그 내용도 점점 변화되어가고 발전하게 되었다.
중요한 참고로, 삼민주의의 원형과 현대 중국 본토의 역사관은 사뭇 다름을 인지하여야 한다. 즉, 1905년 혁명동맹회에서 제시된 초기 삼민주의와 대비하여 현재의 삼민주의와 정치사상은 확인이 다름을 이해하고 인지하여야 한다. 초기의 삼민주의와 현재의 삼민주의는 같지 아니하며, 이의 변화는 중국 현대사의 흐름과 밀접한 관계가 있다. 예로서, 초기 삼민주의와 연관된 1905년 당시의 동맹회 구호는 구제달로(驅除撻虜 ; 달로(오랑캐)를 박멸한다), 회복중화(恢復中華), 창립민국(創立民國), 평균지권(平均地權)의 4대 강령이었는데, 이 중 --- 현재로서는 그 표현이 다소 과격하기도 하고, 현대의 정치사상과 배척되는 --- '구제달로'의 민족주의 강령은 중국 통일 후 소수민족 수용을 위한 민족주의로서 소수민족을 배려하는 정치적 필요를 고려하여 현대화 수용되었으며, 현재의 민족주의는 중국내부의 한족, 만주족, 몽고족, 회족, 장족 등 여러 소수민족과 한족이 상호 평등 및 대외적으로 '하나의 중국 민족'으로 본다고 중국 내부에서는 교육되고 있다. 즉, 초기 삼민주의에서 제시된 구제달로 등 과격한 구호는 현재 마땅히 표현되지는 않고 있다.
마찬가지로 현대의 민권주의는 민주 정치의 실현을 위해 국민이 선거, 파면, 창제, 복결의 4대 권리를 가짐으로써 인민의 권력과 정부의 권력이 균형을 유지하도록 한다는 것을 의미한다고 하는 현대화된 사상을 교육하고 있다. 민생주의는 국민의 생활 안정을 위한 사회주의적 성격의 주장으로서 자본의 억제와 지권의 평균을 제시하였으며 최종목적은 대동세계의 실현에 있다고 하는 현대적 해석이 주로 교육되고 있으며, 초기 삼민주의에 대해서는 애써 그 내용과 변화를 이유를 상세히 설명하지는 않고 있다. 현대의 중국에서는, '1924년 국공합작 후 그가 주창한 삼민주의 강령에서 민족주의는 '반제국주의'로 민권주의는 '기본적 인권옹호'와 '인민 민주 독재'로, 민생주의는 '토지와 경작자에게'라는 내용으로 바뀌었다'고 현대의 변화에 의미의 중심을 두고 삼민주의를 교육한다.

### 대아시아주의
쑨원은 대아시아주의자이기도 했다. 그는 1897년경부터 일본에 망명한 것을 시작으로 일본 정계인사들하고 상당히 친분이 두터웠으며 일본에 망명해 머문 기간은 총 10년에 이른다. 1924년 11월이 마지막 일본 방문이 되었다.
1924년 11월 24일에 일본 고베에 도착, 11월 30일일까지 그곳에 머물렀다. 그는 고베에서 11월 28일 고베여자고등학교에서 '대아시아주의'라는 제목으로 강연을 했는데, 이 강연은 쑨원의 일생에서 최후의 공식적인 강연이자, 가장 유명한 발언으로 기록되고 있다.
여기서 쑨원은 '중국과 일본 중심의 아시아연합 주장'을 조건으로 내세웠다.
| “ | 러일전쟁에서 일본이 러시아를 이기고 새로운 열강이 된 이후 일본은 아시아 약소민족들의 희망이 되었다. (중략) 현재의 세계적 정세는 동양과 서양의 대립 상황인데 서양문화의 기반은 이욕과 강권(무력)에 기반하는 '패도문화'인 반면 일본과 중국을 포함하는 동양문화의 기반은 도덕과 인의에 기반하는 '왕도문화'이다.(중략) 이러한 왕도문화를 발양할 수 있도록 하기 위해서는 일본과 중국을 중심으로 하는 아시아 민족들의 대연합, 즉 대아시아주의가 실현되어야 하며 현재 강권적 패도문화로부터 이탈해 나와 동양의 인의 도덕에 접근하고 있는 소련과의 연합도 모색해야 한다. | ” |

쑨원의 대아시아주의는 기본적인 목표가 있어서 일본의 그것과는 구별될 수 있다. 일본의 대아시아주의가 '일본의 팽창을 합리화하기 위한 도구'로 등장한 것이었던 반면, 쑨원의 대아시아주의는 그 출발점을 (서양)열강의 침략에 대한 대항에 두고 있었다. 다만, 쑨원의 초기 대아시아주의는 유럽 백인종의 침략에 대항하기 위해 황인종들의 단결을 주장했던 것으로, 열강의 침략을 백인종의 침략이라고 본다는 점에서 진정한 의미의 반제국주의 인식을 가지지 못한 채 황인종인 아시아인들의 단결만을 강조하고 있었다는 한계점을 가지고 있었다.
쑨원은 대아시아주의를 설명한 고베 강연에서 일본의 대아시아주의가 패권주의로 경도되고 있는 것을 경계하면서 “일본은 이미 유럽 패도의 문화를 이룩했고 또 아시아 왕도의 본질도 갖고 있다. 이제부터 서구 패도의 주구(走狗)가 될 것인지, 아니면 동방 왕도의 간성(干城)이 될 것인지 일본인 스스로 잘 선택하기를 바란다.”고 지적하고, “시대 조류에 순하면 흥하고 역하면 망한다(世界潮流 浩浩蕩蕩 順之卽昌 逆之卽亡)” 고 경고하였다.
포스텍 인문사회학부 동양사 교수인 박선영은 쑨원의 고베 강연에 대해 “쑨원이 주창한 아시아 연대는 서양의 반식민지를 경험하고 있던 중국과 일본의 식민지가 되었던 대한제국이 이미 제국주의 국가라 할 수 있는 일본과 연대하여 반제국주의 연대를 강화한다는 모순된 것이었다. 한·중·일이 각기 주창했던 ‘아시아주의’는 지향하는 목적이 일치하지 않았기 때문에 실질적으로 아시아 제국과의 연대를 통해 구체적이고 공통적인 이해관계를 정립하기 어려운 공허함이 존재했다.” 고 평가하고 있다.

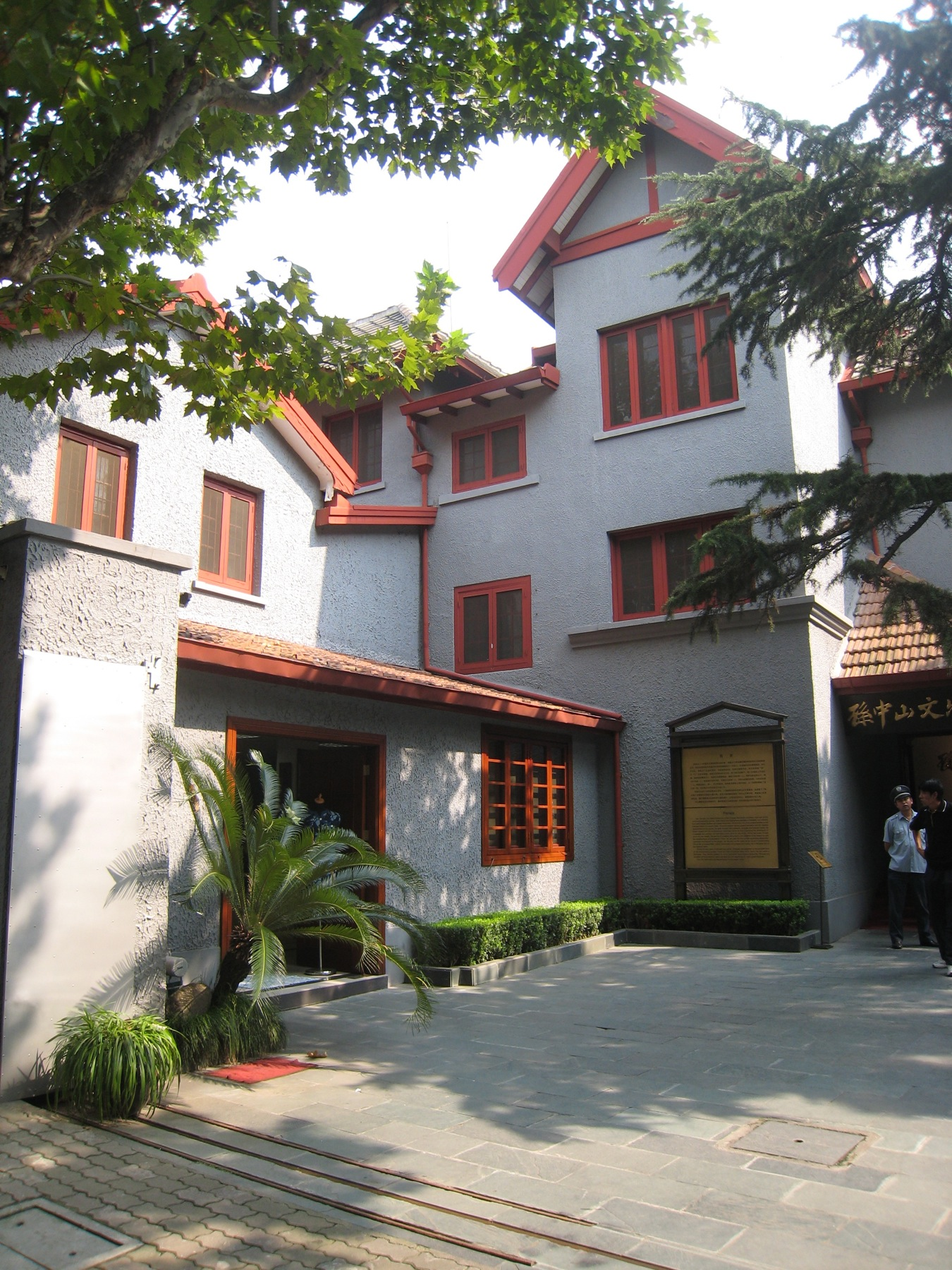
상하이에 위치한 쑨원의 집이었던 곳. 이 곳은 당시 프랑스 조계지역으로 쑨원은 이곳에서 김구를 비롯한 대한민국의 많은 독립운동가들하고 친분을 쌓았다.

## 참고 서적
- 이윤섭 (2010년 12월 5일). 《객관적 20세기 전반기》. 서울: 필맥. ISBN 978-89-91071-82-7.

- 신동준 (2010년 10월 4일). 《인물로 읽는 중국 근대사》. 서울: 에버리치홀딩스. ISBN 978-89-92708-78-4.

- 김상엽,김지원 엮음 (2010년 2월 22일). 《세계사를 움직인 100인》. 서울: 청아출판사. ISBN 978-89-368-0405-3.

- 배경한 (2007년 8월 6일). 《쑨원과 한국: 중화주의와 사대주의의 교차》. 서울: 한울아카데미. ISBN 978-89-460-3766-3.

- 이원복 (2010년 7월 26일). 《21세기 먼나라 이웃나라 13: 중국 1 근대 편》. 김영사. ISBN 978-89-349-4024-1.

- 마쓰모토 겐이치 (2010년 7월 2일). 《키타 잇키: 천황과 대결한 카리스마》. 교양인. ISBN 978-89-91799-51-6.

## 역대 선거 결과
| 선거명      | 직책명               | 대수 | 정당       | 득표율 | 득표수 | 결과 | 당락 |
| ----------- | -------------------- | ---- | ---------- | ------ | ------ | ---- | ---- |
| 1911년 선거 | 중화민국 임시 대총통 | 1대  | 중국동맹회 | 94.11% | 16표   | 1위  |      |
| 1923년 선거 | 중화민국 대총통      | 3대  | 중국국민당 | 6.88%  | 33표   | 2위  | 낙선 |

## 같이 보기
- 쑨얏센 중국 정원(캐나다)

## 참고 자료
- 네이버 캐스트: 오늘의 인물 - 쑨원
- ROC Government Biography
- Sun Yat-sen in Hong Kong University of Hong Kong Libraries, Digital Initiatives
- Contemporary views of Sun among overseas Chinese
- Yokohama Overseas Chinese School established by Dr. Sun Yat-sen 보관됨 2019-04-21 - 웨이백 머신
- National Dr. Sun Yat-sen Memorial Hall Official Website
- Dr. Sun Yat Sen Middle School 131, New York City
- Dr. Sun Yat Sen Museum, Penang, Malaysia
- Was Yung Wing Dr. Sun's supporter? 보관됨 2011-07-12 - 웨이백 머신 The Red Dragon scheme reveals the truth!
- Miyazaki Toten 보관됨 2011-10-05 - 웨이백 머신 He devoted his life and energy to the Chinese people.
- Sun Yat-sen Memorial Hall  A place to commemorate Sun Yat-sen in Guangzhou
- MY GRANDFATHER, DR. SUN YAT-SEN - By Lily Sui-fong Sun
- 濃濃鄉情系中原—訪孫中山先生孫女孫穗芳博士 - 我的祖父是客家人
- Dr. Sun Yat-Sen Foundation of Hawaii A virtual library on Dr. Sun in Hawaii including sources for six visits
- Who is Homer Lea? 보관됨 2011-03-03 - 웨이백 머신 Sun's best friend. He trained Chinese soldiers and prepared the frame work for the 1911 Chinese Revolution.